# Северная армия
Се́верная а́рмия — название вооружённых сил Северной области во время Гражданской войны в России.

## Состав
В состав Северной армии входили (март 1919 года):
- 1—15 Северные стрелковые полки
- Архангелогородский запасный стрелковый полк
- Архангельская местная бригада
- Национальное ополчение
- 1-й автомобильный дивизион
- Северный драгунский дивизион
- батальон Шенкурских партизан
- Мурманский авиадивизион
- 1—4-й артиллерийские дивизионы
- отдельные (траншейная мортирная, тяжёлая и лёгкая полевые) батареи
- 1—3-я инженерные роты
- отдельный рабочий батальон
- 1—2-я железнодорожные роты
- артиллерийская школа Северной области
- Архангельская пулемётная школа
- телефонная школа службы связи войск Северной области

К войскам Северной области относятся также смешанные подразделения, сформированные командованием союзных войск, в частности, Славяно-Британский легион и рота Французского Иностранного легиона.

## История формирования
2 августа 1918 года при поддержке английских войск подпольные русские контрреволюционные организации осуществили переворот в Архангельске, в ходе которого большевистская власть в регионе была свергнута. К власти пришло эсеровское правительство народного социалиста Н. В. Чайковского. «Командующим всеми морскими и сухопутными вооруженными силами Верховного управления Северной области» стал организатор восстания капитан 2-го ранга Г. Е. Чаплин. Командующим войсками и генерал-губернатором Северной области стал генерал-майор В. В. Марушевский. Вскоре в Архангельске высадился 2-тысячный английский десант. В августе при непосредственном участии Антанты началось формирование частей Северной армии. Вооруженные силы состояли из 5 рот, эскадрона и артиллерийской батареи. В ноябре 1918 года командующим войсками и генерал-губернатором Северной области стал генерал-майор В. В. Марушевский.
Одновременно формировались смешанные части из числа русских добровольцев и иностранных офицеров. В частности, был сформирован «Славяно-Британский легион», а также части Французского иностранного легиона. В связи с крайне низким притоком добровольцев в армию Верховное управление Северной области ввело всеобщую воинскую повинность, несмотря на это, численность войск росла довольно медленно. Кроме того, дисциплина армии была достаточно шаткой, постоянно существовала угроза бунтов и мятежей, процветало дезертирство. Этому способствовали как принудительный характер мобилизации, так и включение в состав армии пленных красноармейцев. В первые месяцы войска Северной области состояли из офицерских добровольческих команд, пехотного полка, 2 дивизионов артиллерии и крестьянских отрядов. Общая численность войск достигала 3 тысяч человек.
В январе 1919 года генерал-губернатором Северной области стал генерал-лейтенант Е. К. Миллер. К тому времени численность Северной армии насчитывала около 9,5 тысяч человек. Общая численность войск Антанты в конце 1918 года составляла 16 тысяч человек. К лету 1919 года Северная армия насчитывала 25 тысяч человек (из них 14 тысяч — пленные красноармейцы). Для подготовки офицеров были открыты британские и русские военные школы. Несмотря на это, армия отличалась крайней малочисленностью офицерского состава (600 офицеров из 25 тыс. чел.). 21 марта части Северной армии соединились с отрядами колчаковцев на Печоре. Летом в Архангельске началось создание отрядов Национального ополчения Северной области. В августе 1919 года пехотные части Северной армии состояли из шести стрелковых бригад. Летом 1919-го положение на Северном фронте резко изменилось. Под давлением общественного мнения своих стран союзники были вынуждены отозвать свои войска с Севера России. Несмотря на это, укрепление армии продолжалось. В сентябре 1919 года из пленных красноармейцев был сформирован «Особый вычегодский добровольческий отряд» под командованием капитана Н. П. Орлова, сыгравший заметную роль в боях с большевиками в регионе.

## В боях с большевиками
В сентябре 1919 года Северная армия начала наступление на Северном фронте, в ходе которого были заняты территории в Коми-крае. К февралю 1920 года в войсках Северной области насчитывалось 1492 офицера, 39 822 строевых и 13 456 нестроевых нижних чинов — общей сложностью 54,7 тыс. человек, при 161-м орудии и 1,6 тыс. пулемётах. В Национальном ополчении состояло около 10 тыс. человек. Несмотря на это, предпринятое в декабре контрнаступление Красной армии завершилось разгромом Северной армии и её частичной капитуляцией. Генерал Миллер вместе с 800 военнослужащими и прочими беженцами эмигрировал из России в феврале 1920 года.